# 6964 Kunihiko
6964 Kunihiko este un asteroid din centura principală de asteroizi.

## Descriere
6964 Kunihiko este un asteroid din centura principală de asteroizi. A fost descoperit pe 15 octombrie 1990 la Kitami de Kin Endate și Kazuro Watanabe. Asteroidul prezintă o orbită caracterizată de o semiaxă mare de 2,36 ua, o excentricitate de 0,18 și o înclinație de 5,4° în raport cu ecliptica.